# Éthidimuron
L'éthidimuron est un herbicide non sélectif appartenant à la famille des urées substituées.

L'éthidimuron présente une toxicité vis-à-vis des organismes aquatiques. Il persiste dans le sol pendant plusieurs années.